# Mathieu Hourcq
Mathieu Hourcq est un joueur international français de rink hockey né le 26 janvier 1979. 

## Carrière
En 2000, 2002 et 2004, il participe à trois championnats d'Europe. 
Il participe à deux championnats du monde avec l'équipe de France en 2001 et 2005, mais n'y marquera aucun but. Ces mêmes années, il est également sélectionné pour la coupe des nations. 
En 2016, il est vice-président de Mérignac. 